# Cheiracanthium wiehlei
Cheiracanthium wiehlei là một loài nhện trong họ Miturgidae.
Loài này thuộc chi Cheiracanthium. Cheiracanthium wiehlei được Pater Chrysanthus miêu tả năm 1967.